# Penn & Teller: Fool Us
Penn & Teller: Fool Us ist eine britisch-US-amerikanische Fernsehsendung, die auf The CW und ITV 1 ausgestrahlt wird. Fool Us ist ein Talentwettbewerb, bei dem Zauberkünstler versuchen Penn & Teller zu täuschen, also einen Trick vorzuführen, den Penn und Teller nicht erklären können. Können Penn und Teller den Trick nicht erklären, gewinnt der Zauberer einen Auftritt im Vorprogramm von Penn und Teller in Las Vegas. Unter anderem traten die bekannten Zauberkünstler Kevin James, Shin Lim, Paul Gertner, Jeff McBride und Shawn Farquhar in dieser Sendung auf.
Moderiert wurde die Sendung in den Staffeln 1 und 2 von Jonathan Ross und in den Staffeln 3 bis 9 von Alyson Hannigan. Seit Staffel 10 ist Brooke Burke die Moderatorin.